# Liang Qichao
Liang Qichao född 23 februari 1873 i Xinhui, Guangdong, död 19 januari 1929 i Peking, var en kinesisk skriftställare och politiker.
Liang förvärvade en grundlärd bildning och var reformatorn Kang Youweis främste lärjunge samt måste efter statskuppen 1898 jämte övriga radikala reformivrare fly utomlands. Liang installerade sig i Yokohama, och kom i Meijitidens Japan i kontakt med den tidens västerländska politiska idéer och deras utförande i ett asiatiskt land. Liang utgav flera politiska tidskrifter under sitt uppehälle i Japan, riktade till en ung kinesisk publik. Dessemellan företog han flera längre resor till Australien, Förenta staterna och flera europeiska länder. Efter 1911 års revolution återvände han till Kina och publicerade där både en daglig och månatlig tidning.
Han var 1913-14 justitieminister och ägnade sig sedan åt en intensiv politisk skriftställarverksamhet, bl. a. mot Japans inblandningspolitik och mot Yuan Shikais monarkiplaner, till vilkas strandande Liang bidrog.
1917 tillrådde han Kinas deltagande i Första världskriget. Efter Zhang Xuns misslyckade försök att återinsätta Puyi som kejsare 1917 var Liang en kort tid finansminister. 

## Verk i översättning
- Liang, Ch'i-ch'ao (1959) (på engelska). Intellectual trends in the Ch'ing period. Harvard East Asian studies, 99-0372576-0 ; 2. Cambridge, Massachusetts.: Harvard University Press. Libris 468074